# 井上俊春
井上 俊春 （いのうえ としはる、1953年1月11日 - ）は、日本の実業家。丸大食品株式会社代表取締役社長。

## 人物・経歴
長崎県出身。1975年長崎大学水産学部卒業、丸大食品入社。2003年執行役員関東統括営業部長兼東京支店長。2005年取締役営業本部長に昇格。2007年常務取締役。2011年専務取締役営業部門、業務食材部、総務人事、環境保全推進室担当、東京支店長。2014年丸大サービス代表取締役社長。2017年常務執行役員営業本部長。2018年専務取締役資材部、ロジスティクス部、中央研究所担当、営業本部長、ハムソー事業本部長。2019年代表取締役社長に昇格。